# Ichoria pyrrhonota
Ichoria pyrrhonota là một loài bướm đêm thuộc phân họ Arctiinae, họ Erebidae.